# أورلوف تروتر
أورلوف تروتر (يعرف أيضا بأورلوف) هو سلالة خيل تمتاز بوراثتها للخبب السريع وقدرتها على التحمل وامتيازها بالسرعة. يعد أشهر الخيول الروسية. تم تطوير هذه السلالة في روسيا أواخر القرن الثامن عشر بواسطة السير أليكسي أورلوف في مزرعته «كرينوفسكي» بالقرب من مدينة بوبروف (فرونزه). نتجت سلالة أورلوف من تهجين بين فرسات السلالات الأوربية (السلالات الإنجليزية والهولندية والدانمركية وسلالات مكلنبورغ) وفحول الخيول العربية.

## تطور السلالة
الأرض التي أضحت مزرعة «كرينوفسكي» وتعود ملكيتها إلى السير أليكسي أورلوف هي هبة من كاثرين الثانية (ملكة روسيا) نظير مشاركته في الانقلاب الذي أوصلها إلى الحكم. الحيازة الأصلية كانت شديدة الاتساع: المزرعة في وضعها الحالي أصغر خمس عشرة مرة عما كانت عليه قبل الثورة البلشفية.

الجد الأعلى (السلف) لسلالة أورلوف كلها هو الفحل الرمادي العربي الأصل سميتانكا. اشتراه السير أورلوف من تركيا مقابل مبلغا قدره 60 ألف روبل. بالرغم من وفاة الفحل بعدها بعام فإنه قد ترك خمس أبناء. من بين الفرسات التي قام بتهجينها كانت الفرسة إيزابلين، الفرسة الدانمركية من مزرعة فريدريكسبورج الملكية، والتي أنجبت الفحل «بولكان» (1778-1793).
تزاوج بولكان مع فرسة دانمركية منجبين فرسا رماديا عام 1784. هذا الحصان «بارس الأول» (1784- 1808) يعد أول سلالة أورلوف تروتر. طول حاركة أعلى كاهلي الفرس هو 162.5م مما جعله أطول من معاصريه من سلالات تروتر الأخرى. ممتلكا مشية سريعة الخبب وامتيازه بالجمال والنبالة أدت إلى تمييزه لاحقا بأنه سلالة جديدة النشأة.